# اچ‌ام‌ان‌زداس ولینگتون (پی۵۵)
اچ‌ام‌ان‌زداس ولینگتون (پی۵۵) (به انگلیسی: HMNZS Wellington (P55)) یک کشتی بریتانیایی که طول آن ۸۵ فوت (۲۶ متر)، پهنایش ۱۴ فوت (۴٫۳ متر)، آبخورش ۳٫۶ فوت (۱٫۱ متر)، سرعت آن و وزنش نیز ۱۶۰۰ تن می‌باشد.